# برمون كبير العيون
برمون كبير العيون (الاسم العلمي: Lates macrophthalmus) (بالإنجليزية: Albert lates)‏ هو نوع من الأسماك يتبع جنس البرمون من الفصيلة البرمونية.